# Clubiona spiralis
Clubiona spiralis là một loài nhện trong họ Clubionidae.
Loài này thuộc chi Clubiona. Clubiona spiralis được James Henry Emerton miêu tả năm 1909.